# Балога, Виктор Иванович
Ви́ктор Ива́нович Бало́га (укр. Віктор Іванович Балога, род. 15 июня 1963, село Завидово Мукачевского района Закарпатской области) — украинский политический и государственный деятель.

## Биография
Родился 15 июня 1963 года в гуцульском селе Завидово Мукачевского района Закарпатской области. Отец — Балога Иван Павлович. Мать — Балога Мария Васильевна. Братья — Балога Иван Иванович и Балога Павел Иванович.
После окончания восьмилетней школы в Завидово в 1978 году учился в средней школе села Загатье Иршавского района, которую закончил в 1980 году.
С сентября 1980 по июнь 1984 года — студент Львовского торгово-экономического института, получил высшее образование по специальности «Товароведение и организация торговли продовольственными товарами», товаровед высшей категории.
С июля 1984 по ноябрь 1985 года проходил срочную военную службу в Советской Армии, в гарнизоне танковых войск под Черновцами.
С января 1986 года — старший товаровед Береговского районного потребительского общества в городе Берегово Закарпатской области, где работал до конца 1987 года. С февраля по май 1987 года — заместитель директора Косинского Объединения потребительских обществ (ОПО) в селе Косино Береговского района Закарпатской области. С мая 1987 по октябрь 1992 года — старший товаровед Мукачевской хозяйственно-товарной базы.
С октября 1992 по март 1997 года работал директором ООО «Рей-Проминь» в Мукачево. С апреля 1997 по апрель 1998 года был главой правления ТОВ «Барвы» в Мукачево.
Как свидетельствовал в 2007 году Нестор Шуфрич, «в своё время говорили, что Балога отвечает за мукачевский общак».
9 мая 1998 года избран главой города Мукачево.
5 мая 1999 года назначен председателем Закарпатской областной государственной администрации.
Будучи несогласным с отставкой премьер-министра Украины Виктора Ющенко, Виктор Балога подал в отставку, и 1 июня 2001 года был уволен с должности председателя Закарпатской облгосадминистрации в связи с представленным им заявлением.
С января по апрель 2002 года — председатель правления ООО «Барвы» в Мукачево.
3 апреля 2002 года избран городским главой и одновременно народным депутатом Украины, но принял решение работать в Верховной раде.
С 14 мая 2002 по 8 сентября 2005 года — народный депутат Украины от избирательного округа № 71, входил во фракцию «Наша Украина», член Комитета ВР по вопросам экономической политики, управления народным хозяйством, собственности и инвестиций.
В мае 2004 года стал одним из основных кандидатов на выборах городского главы Мукачева, но проиграл выборы, которые были признаны недействительными из-за фальсификаций.
Во время президентской избирательной кампании был доверенным лицом Виктора Ющенко в территориальном избирательном округе № 73.
4 февраля 2005 года назначен председателем Закарпатской областной государственной администрации.
8 сентября 2005 года в связи с личным заявлением досрочно прекращены полномочия народного депутата Украины.
27 сентября 2005 года — освобожден от должности председателя Закарпатской областной государственной администрации.
27 сентября 2005 года — назначен Министром Украины по вопросам чрезвычайных ситуаций и по делам защиты населения от последствий Чернобыльской катастрофы.
4 августа 2006 года прекращены его полномочия министра по вопросам чрезвычайных ситуаций и по делам защиты населения от последствий Чернобыльской катастрофы, в связи с прекращении полномочий членов Кабинета министров Украины. В тот же день вновь назначен на должность министра Украины по вопросам чрезвычайных ситуаций и по делам защиты населения от последствий Чернобыльской катастрофы, в связи с формированием нового состава Кабинета министров Украины.
15 сентября 2006 года назначен Главой Секретариата президента Украины.
5 октября 2006 года освобождён от должности министра Украины по вопросам чрезвычайных ситуаций и по делам защиты населения от следствий Чернобыльской катастрофы.
В феврале 2008 года Виктор Балога заявил о выходе из состава «Нашей Украины» и поддержал создание новой политической партии «Единый центр».
В начале мая 2009 года Виктор Балога представил заявление об отставке, 19 мая 2009 года был освобождён от должности Главы Секретариата президента Украины по собственному желанию. Главной причиной своей отставки Виктор Балога назвал своё категоричное несогласие с решением Виктора Ющенко вторично баллотироваться на должность президента. Балога объяснил своё желание оставить должность также и тем, что потерял смысл работать в условиях, когда инициативы команды Секретариата президента «вязнут в апатии президента Украины».
12 ноября 2010 года назначен министром Украины по вопросам чрезвычайных ситуаций и по делам защиты населения от последствий Чернобыльской катастрофы. Нестор Шуфрич, являвшийся предшественником Балоги на посту министра по чрезвычайным ситуациям заявлял, что пост министра Балога получил за голоса своей группы депутатов (ЕЦ) в парламенте в поддержку антикризисной коалиции, в частности для отмены политреформы 2004 года.
9 декабря 2010 года — освобождён от должности Министра Украины по вопросам чрезвычайных ситуаций и по делам защиты населения от последствий Чернобыльской катастрофы, в связи с проведением административной реформы и в тот же день назначен Министром по чрезвычайным ситуациям Украины.
2 ноября 2011 года — согласно распоряжению Кабинета министров Украины утверждён главой Украинской части совместных межправительственных комиссий по вопросам сотрудничества:
- Украинско-чешской смешанной комиссии по вопросам экономического, промышленного и научно-технического сотрудничества;
- Межправительственной украинско-израильской комиссии по вопросам торговли и экономического сотрудничества;
- Украинско-словацкой смешанной комиссии по вопросам экономического, промышленного и научно-технического сотрудничества.

3 августа 2012 года зарегистрирован кандидатом в народные депутаты Украины по мажоритарному округу № 69 с центром в Мукачево на выборах-2012.
28 октября 2012 года избран народным депутатом Верховной рады VII созыва от округа № 69. За него проголосовало 34970 избирателей, или 49,42 % от тех, что приняли участие в выборах. Внефракционный депутат, член комитета по вопросам европейской интеграции.
На парламентских выборах 2014 года стал народным депутатом VIII созыва от 69 округа, победив как самовыдвиженец и набрав 61,9 % голосов. Вместе с ним в парламент избрались его братья Иван (73 округ) и Павел (71 округ), а также двоюродный брат Василий Петевка (72 округ). На съезде «Блока Петра Порошенко» их фамилии огласили в качестве кандидатов, которых выдвигает партия Президента. Но на тот момент все они уже были зарегистрированы в ЦИК, как самовыдвиженцы. Также Виктор Балога отказался от поддержки «Блока Петра Порошенко» Внефракционный депутат, член комитета по вопросам европейской интеграции.
25 декабря 2018 года был включён в список лиц, в отношении которых Россия ввела санкции.

## Общественная деятельность
В 1997 году — вступил в Социал-демократическую партию Украины (объединенную). В 1998 году во время парламентской избирательной кампании Балога был руководителем избирательного штаба Социал-демократической партии Украины (объединенной) в Закарпатской области — пятую часть всех голосов СДПУ(о) получила в Закарпатье.
В 2000 году — начал «департизацию» области и вышел из состава СДПУ(о). Эта инициатива была поддержана тогдашними Президентом Украины Леонидом Кучмой и премьер-министром Виктором Ющенко.
В 2007 году — избран Главой Политсовета политической партии Народный Союз «Наша Украина».
15 февраля 2008 года — заявил о выходе из партии Народный Союз «Наша Украина».
В июне 2008 — вступил в партию Единый центр. С июля 2008 года — член Президиума политической партии «Единый Центр». С августа 2010 года — Лидер Единого Центра.

## Награды и отличия
Награждён:
- наградами УПЦ МП (орденом святого равноапостольного князя Владимира І и II степеней, юбилейным орденом «2000 — летие Рождества Христового» 1-го степени).[источник не указан 2799 дней]
- 23 февраля 2012 года — государственной наградой Ватикана — Папским рыцарским орденом святого Сильвестра (Ordine dello Speron d’oro).

Государственный служащий первого ранга (сентябрь 1999).

## Семья
Жена — Балога Оксана Анатольевна. Имеет трое детей: сын Андрей 1988 года рождения, сын Павел 1994 года рождения и дочь София, 1999 года рождения.
Брат Иван — глава Закарпатской областной рады (с 23.11.2010 года) и председатель Закарпатской областной организации партии «Единый центр» (с лета 2008 года).
Другой брат — Павел, генеральный директор ТОВ «Закарпатское областное агентство по привлечению инвестиций и хозяйственного развития территорий», депутат Закарпатской областной рады. В феврале 2013 года решением Высшего административного суда Украины был лишён мандата народного депутата Украины в связи невозможностью установить достоверные результаты выборов в избирательном округе № 71.